# Douglas DC-9

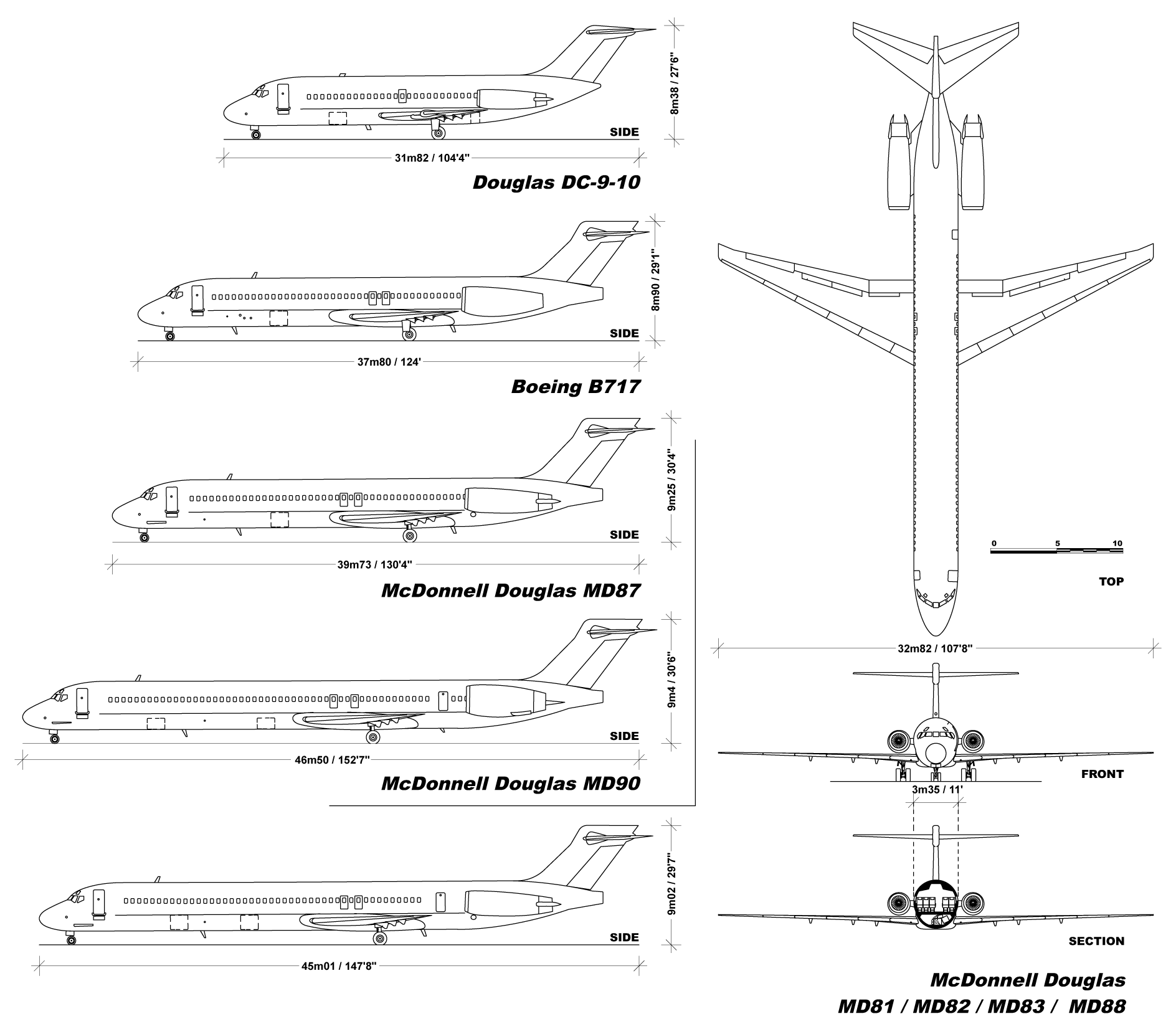
Vergelijking van verschillende versies

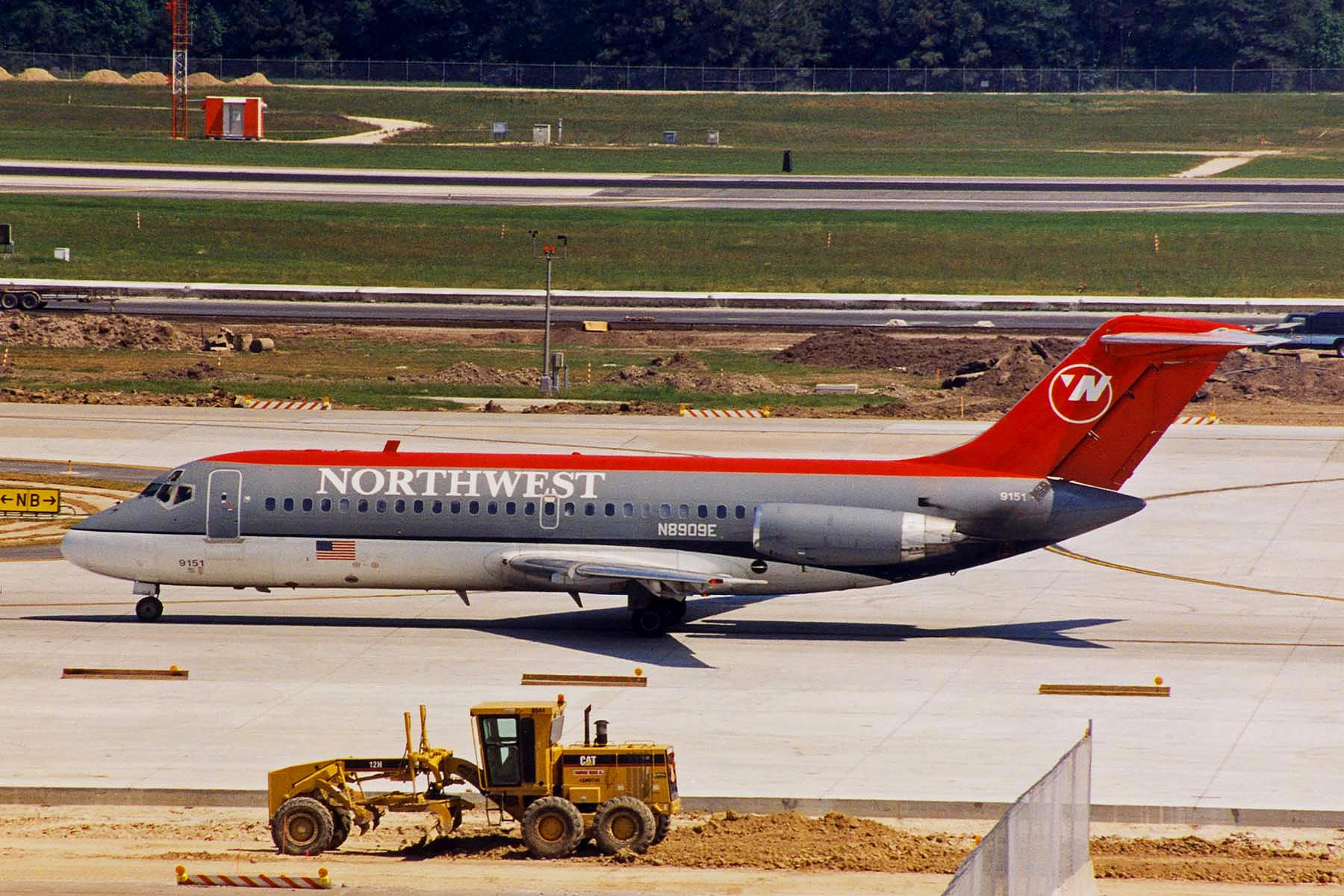
DC-9-10

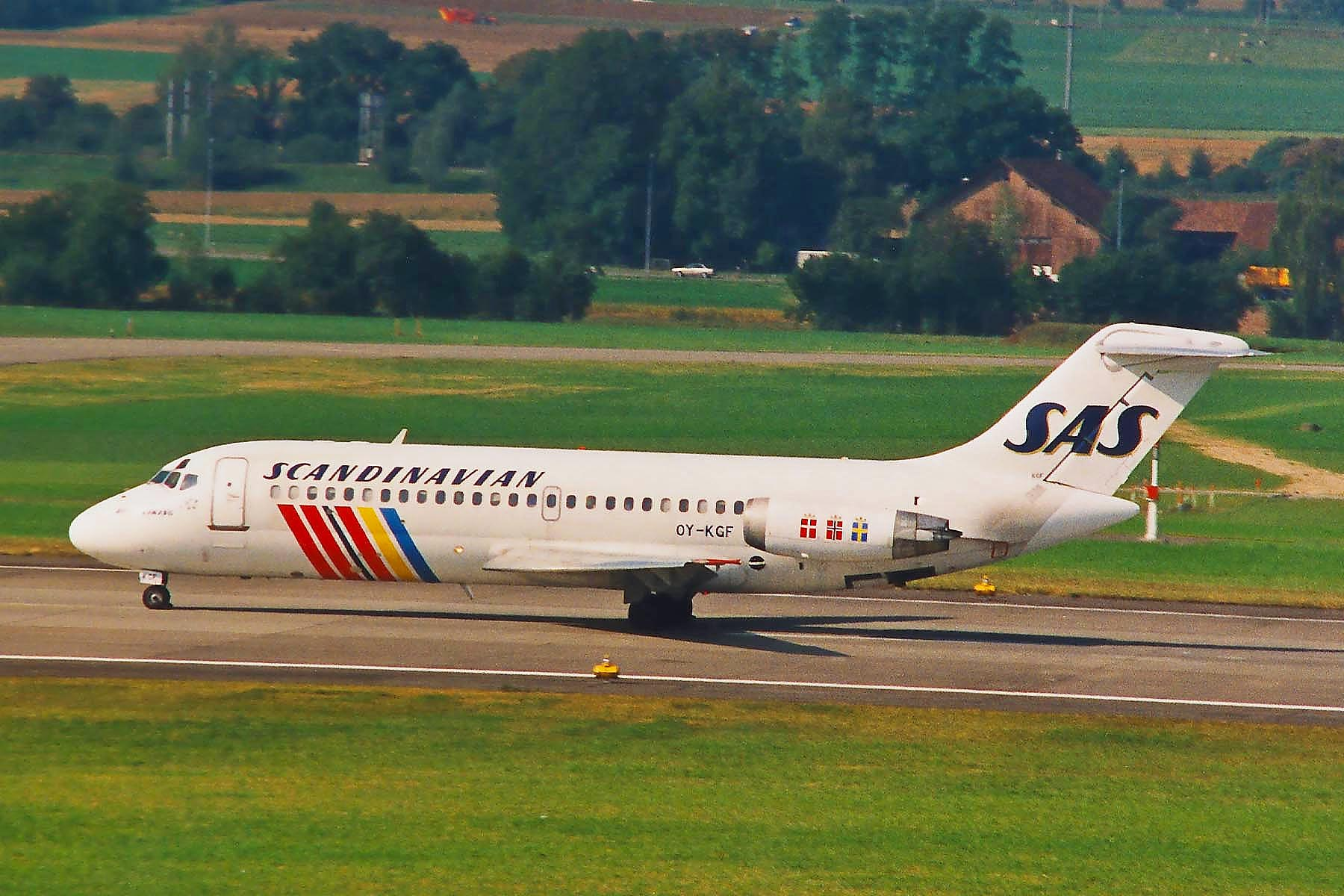
DC-9-20

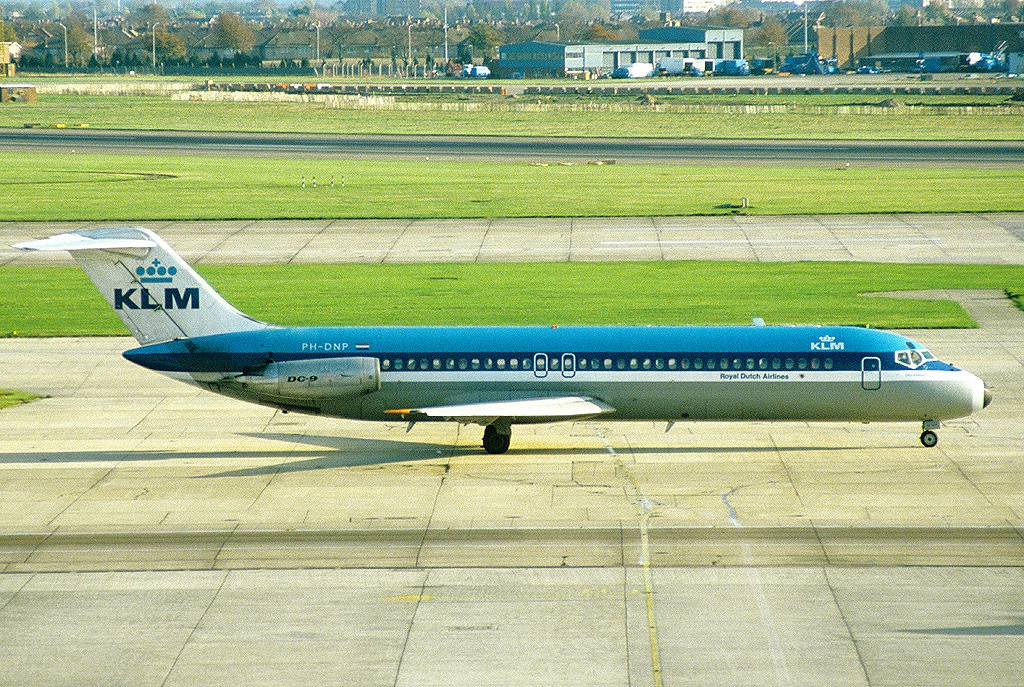
DC-9-30

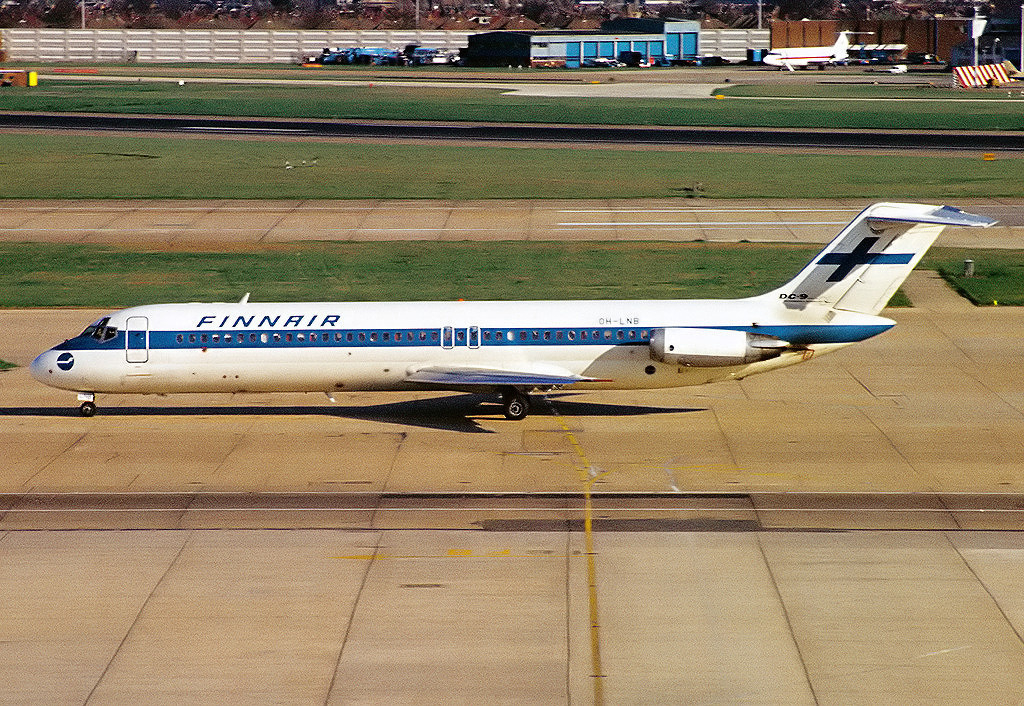
DC-9-40

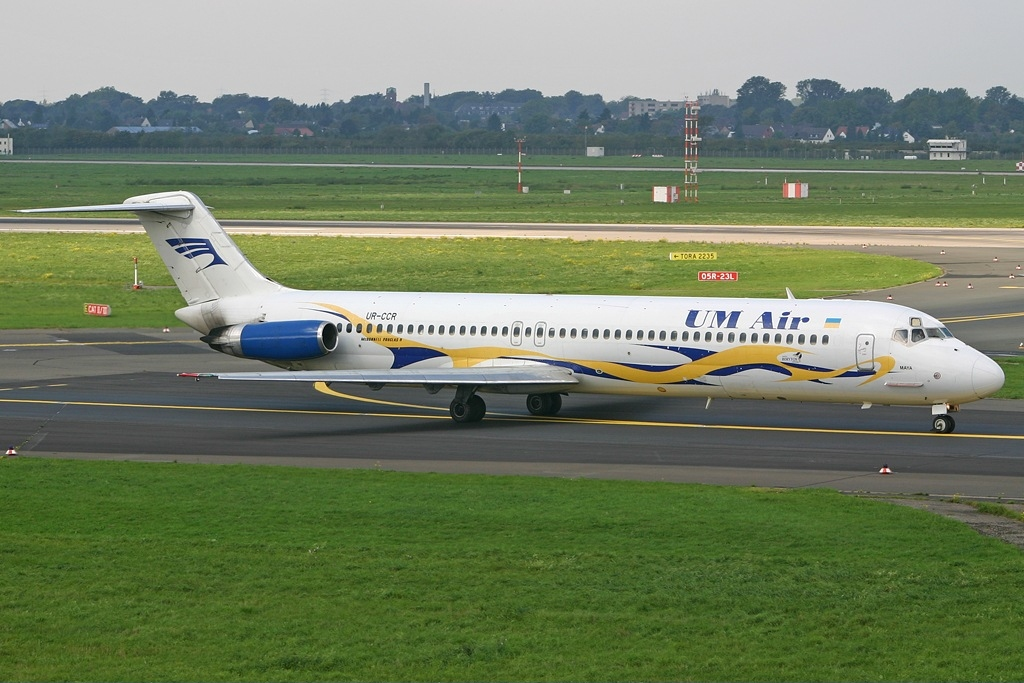
DC-9-50 van UM Air

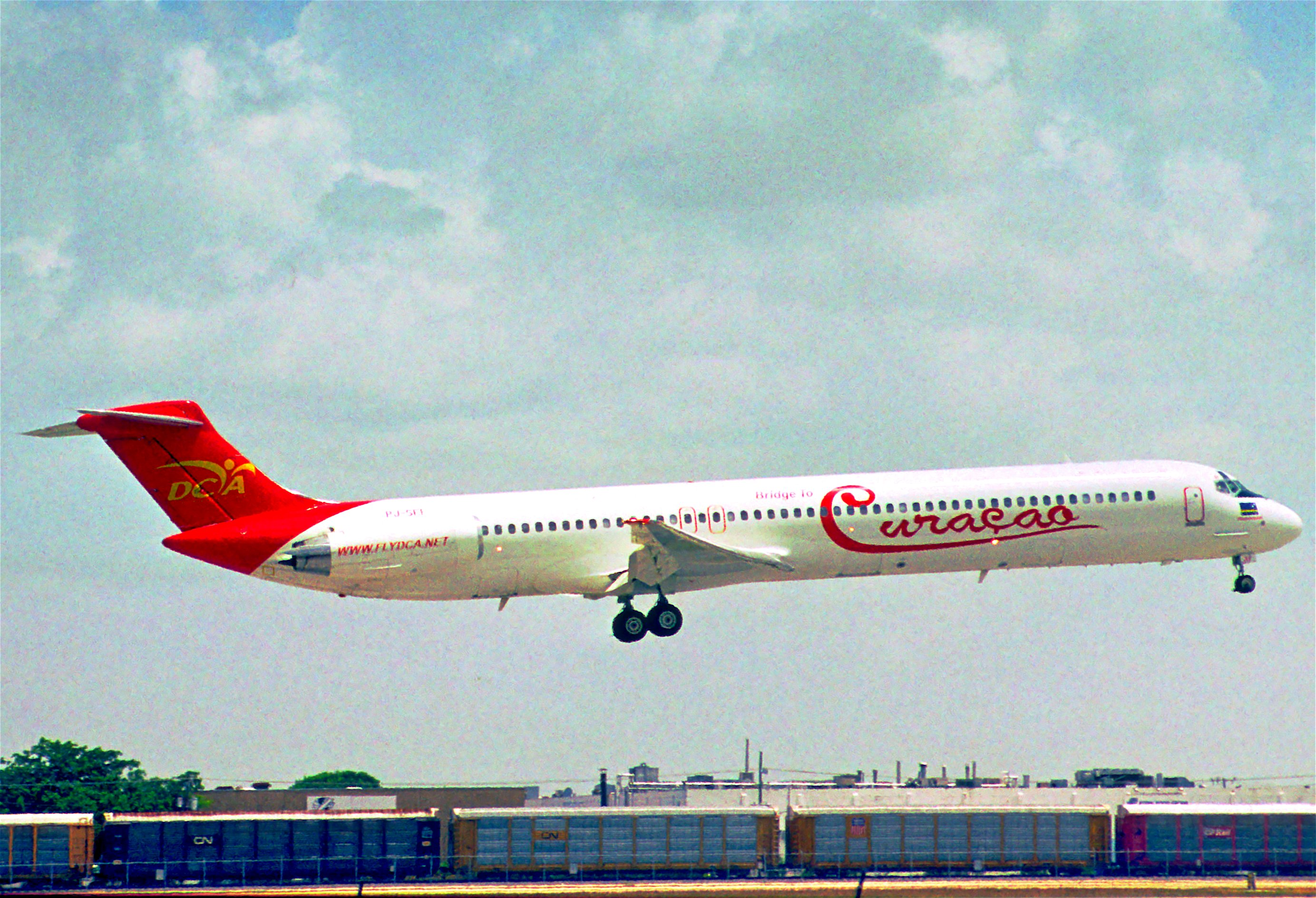
MD-82

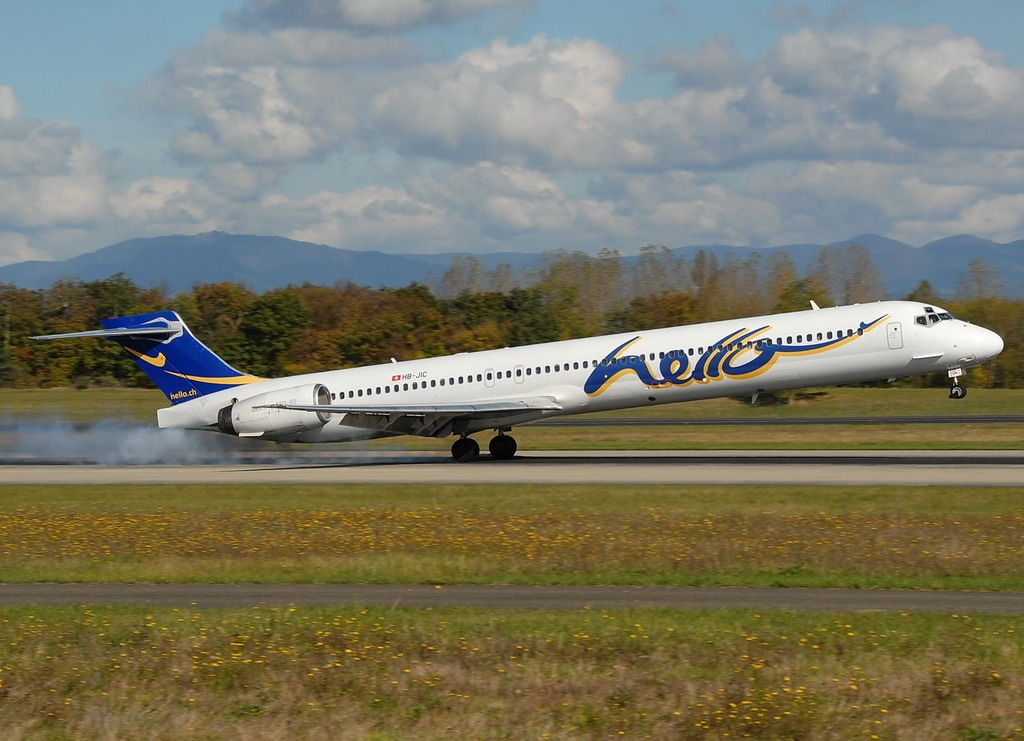
MD-90

De McDonnell Douglas DC-9 (in eerste instantie bekend als de Douglas DC-9) behoort tot de familie van tweemotorige narrow-body commerciële vliegtuigen. Het type zag het levenslicht in 1965 en was vervolgens in vele verschillende vormen een opvolger van verschillende oudere types. 
De DC-9-familie is nog tot 2006 in productie gebleven. McDonnell Douglas en Boeing fuseerden in 1997 en sindsdien staat het toestel ook bekend als de Boeing 717. De DC-9 is 41 jaar lang geproduceerd.
Douglas lanceerde het DC-9-ontwikkelingsproject in april 1963 als een korte-afstandspartner van de grotere 4-motorige DC-8. In tegenstelling tot de concurrerende Boeing 727, die veel onderdelen van de 707 gebruikte, was de DC-9 een compleet nieuw ontwerp en maakte het gebruik van twee achteraan gemonteerde Pratt & Whitney JT8D-fanjetmotoren, een kleine maar efficiënte vleugel en een T-staart.
Het eerste prototype vloog in februari 1965 en ging een succesvolle toekomst tegemoet bij Delta Air Lines in december van datzelfde jaar. Het was direct een commercieel succes en 976 stuks werden er gebouwd door Douglas, voor de fusie met McDonnell in 1967. In 1983 zag een nieuwe versie van de DC-9 het levenslicht: de DC-9-80-serie (MD-80). De MD-80 was een verlengde versie van de DC-9-50 met een hoger maximaal startgewicht en de mogelijkheid tot het meenemen van meer brandstof. De MD-80 werd vervolgens doorontwikkeld in de MD-90-familie. Deze had IAE V2500-motoren en een glass cockpit. De laatste variant was de MD-95, die als Boeing 717 werd geproduceerd. Op 24 april 2006 verliet de laatste 717 de fabriekshal in Long Beach.
De reputatie van de DC-9 als een betrouwbaar en efficiënt vliegtuig leverde veel klanten op in de jaren 90. Met een totale productie van meer dan 2400 toestellen is de DC-9 een van de meest succesrijke commerciële turbofanvliegtuigen ooit gemaakt. Hij is dan ook derde na de Boeing 737 (meer dan 8000) en de Airbus A320 (meer dan 3000).

## Series

### DC-9
- DC-9-10 Dit is de eerste en kleinste uitvoering; met een lengte van maar 27 meter had dit toestel een maximum gewicht van 41 ton. Twee 54,5 kN Pratt & Whitney JT8D-5s zorgden voor de stuwkracht. 137 werden hiervan gebouwd.
- De DC-9-15 en DC-9-20 waren kleine variaties op de -10-versie. De -15 had iets meer brandstofcapaciteit en de -20 had betere motoren en vleugels. Er werden van beide varianten maar enkele gemaakt.
- De DC-9-30 was het definitieve model waarvan er uiteindelijk 662 werden geproduceerd. De -30 kwam in februari 1967 op de markt met een verlenging van 4,5 meter en een maximaal gewicht van 55 ton. De motoren waren vervangen door de sterkere 64 tot 67 kN JT8D-9- of JT8D-11-motoren. Ongeveer 380 -30s waren nog in commerciële dienst in 2002. Veel van deze types werden gebruikt voor militaire doeleinden als de C-9A Nightingale Medivac configuratie van de C-9B Skytrain II-versie voor logistieke doeleinden van de U.S. Navy. Veel van deze militaire types hadden extra brandstoftanks en infrarooddetectoren tegen hittezoekende raketten.
- De langere DC-9-40 kwam voor het eerst bij SAS in dienst in maart 1968. Met een 2 meter langere romp kon dit toestel 125 passagiers meenemen. Er werden er 71 geproduceerd.
- De grootste DC-9 die vloog onder de oude naam was de DC-9-50, die nog eens een verlenging van 2,5 meter van de romp had en daarmee 139 passagiers kon vervoeren. Hij begon met zijn dienst in augustus 1975 en had behalve zijn verlengde romp ook een nieuw interieur en stillere motoren. Er werden er 96 van afgeleverd.

### MD-80
- Veelal bekend als de MD-80 of Super 80; de nieuwere familieleden van de DC-9 waren de MD-81/82/87/88 en de verkorte MD-87. In eerste instantie heette het toestel de DC-9 Super 80, maar vanwege marketingredenen werd de naam vlak voor de lancering vervangen door MD-80. De MD-80 had een vernieuwde cockpit en aerodynamische verbeteringen, samen met de krachtigere, stillere en efficiëntere JT8D-(200)-motoren. De MD-80 had ook een langere romp dan de oudere DC-9 en een verbetering in het vliegbereik. De eerste MD-81 werd aan Swissair en Austrian Airlines verkocht. Zij gebruikten de typering MD aangevuld met 81/82/82/87. De eerste MD-82 werd aan Republic Airlines verkocht. De eerste MD-83 werd aan Alaska Airlines verkocht. De eerste MD-87 werd aan Finnair en Austrian Airlines verkocht. De productie eindigde in 1999. American Airlines gebruikt heden nog steeds de "Super 80"-referentie.

### MD-90
- De MD-90 werd geïntroduceerd in 1993 en was een 1,4m langere versie van de MD-88, met nog betere IAE V2500-motoren. Deze IAE V2500-motoren worden ook gebruikt op de Airbusfamilie met onder andere de A320. De productie eindigde in 2001 nadat besloten werd dat China de laatste paar MD-90's zou produceren.
- De verkorte MD-95 was ontwikkeld als vervanging van de veel oudere DC-9-modellen die tegen de 30 jaar oud liepen. Met een order van ValuJet ging McDonnell Douglas door met het project. Het faillissement van Valujet en de fusie met Boeing brachten het project in gevaar, maar Boeing ging door en bracht het toestel als Boeing 717 op de markt.

## Specificaties
|                       | DC-9-10                             | DC-9-21                             | DC-9-30                              | DC-9-40                              | DC-9-50                              |
| --------------------- | ----------------------------------- | ----------------------------------- | ------------------------------------ | ------------------------------------ | ------------------------------------ |
| Passagiers (1 klasse) | 90                                  | 90                                  | 115                                  | 125                                  | 139                                  |
| Max. startgewicht     | 41 140 kg                           | 44 492 kg                           | 49 940 kg                            | 51 756 kg                            | 54 934 kg                            |
| Vliegbereik           | 2036 km                             | 2977 km                             | 2631 km                              | 2712 km                              | 2631 km                              |
| Kruissnelheid         | 903 km/h                            | 896 km/h                            | 917 km/h                             | 917 km/h                             | 898 km/h                             |
| Lengte                | 31,82 m                             | 31,82 m                             | 36,37 m                              | 38,28 m                              | 40,72 m                              |
| Spanwijdte            | 27,25 m                             | 28,47 m                             | 28,47 m                              | 28,47 m                              | 28,47 m                              |
| Staarthoogte          | 8,38 m                              | 8,38 m                              | 8,38 m                               | 8,38 m                               |                                      |
| Motoren               | Twee 6350 kg Pratt & Whitney JT8D-5 | Twee 6804 kg Pratt & Whitney JT8D-9 | Twee 7031 kg Pratt & Whitney JT8D-15 | Twee 7031 kg Pratt & Whitney JT8D-15 | Twee 7257 kg Pratt & Whitney JT8D-17 |

|                       | MD-81                                 | MD-82/-88                                | MD-83                                 | MD-87                                  |
| --------------------- | ------------------------------------- | ---------------------------------------- | ------------------------------------- | -------------------------------------- |
| Passagiers (1 klasse) | 172                                   | 172                                      | 172                                   | 139                                    |
| Max. startgewicht     | 63 503 kg                             | 67 812 kg                                | 72 575 kg                             | 63 503/67 813 kg                       |
| Vliegbereik           | 2897 km                               | 3798 km                                  | 4635 km                               | 4395 km                                |
| Kruissnelheid         | 811 km/h                              | 811 km/h                                 | 811 km/h                              | 811 km/h                               |
| Lengte                | 45,1 m                                | 45,1 m                                   | 45,1 m                                | 39,7 m                                 |
| spanwijdte            | 32,8 m                                | 32,8 m                                   | 32,8 m                                | 32,8 m                                 |
| Staarthoogte          | 9,05 m                                | 9,05 m                                   | 9,05 m                                | 9,3 m                                  |
| Motoren               | Twee 8391 kg Pratt & Whitney JT8D-209 | Twee 9072 kg Pratt & Whitney JT8D-217A/C | Twee 9525 kg Pratt & Whitney JT8D-219 | Twee 9072 kg Pratt & Whitney JT8D-217C |

## Trivia
- De Comac ARJ21 is gebaseerd op het basisontwerp van de MD-80
- Buitenveldert is onderwerp van een liedje van de vroeg gestorven zanger/cabaretier Frans Halsema. In het refrein van het nummer vliegt steeds een DC-9 over.